# Malbosc
Malbosc település Franciaországban, Ardèche megyében. Lakosainak száma 146 fő (2022. január 1.). Malbosc Banne, Les Vans, Aujac, Bonnevaux, Bordezac, Chambon, Peyremale és Sénéchas községekkel határos.

## Népesség
A település népességének változása:
| Lakosok száma | 171  | 165  | 146  | 155  | 147  | 144  | 145  | 146  | 146  | 146  |
|               | 1968 | 1982 | 1990 | 2006 | 2013 | 2015 | 2017 | 2019 | 2020 | 2022 |